# Genicanthus personatus
Genicanthus personatus là một loài cá biển thuộc chi Genicanthus trong họ Cá bướm gai. Loài này được mô tả lần đầu tiên vào năm 1975.

## Từ nguyên
Từ định danh của loài trong tiếng Latinh có nghĩa là "mặt nạ", hàm ý đề cập đến vùng màu cam ở trước đầu của cá đực (màu đen ở cá cái).

## Phạm vi phân bố và môi trường sống
G. personatus là một loài đặc hữu của quần đảo Hawaii, đặc biệt khá phổ biến ở Tây Bắc Hawaii. Chúng sống tập trung gần các rạn đá ngầm gần bờ đến khu vực mặt trước rạn, thường ở độ sâu khoảng từ 10 đến ít nhất là 174 m; cá con sống ở độ sâu hơn 60 m.

## Mô tả
G. personatus có chiều dài cơ thể tối đa được biết đến là 25 cm. G. personatus là loài dị hình giới tính rõ rệt.
Cá đực có màu trắng đến xám nhạt. Phần trước của đầu (tính từ mõm đến ngay sau mắt) có màu vàng cam. Vây lưng và vây hậu môn có màu trắng với một dải màu cam ở rìa. Vây ngực và vây bụng hoàn toàn có màu cam. Nửa trước vây đuôi có màu đen (tương tự như cá cái); hai thùy đuôi của cá đực phát triển dài hơn cá cái.
Cá cái tổng thể cũng có màu trắng (hoặc xám nhạt), trừ vùng màu đen ở trước đầu như vùng màu vàng cam ở cá đực. Vây bụng có màu cam. Các vây còn lại ánh màu xanh lam nhạt. Cá con có màu sắc tương tự như cá cái, nhưng đuôi và vây bụng hoàn toàn màu trắng.
Số gai vây lưng: 14; Số tia vây ở vây lưng: 17–18; Số gai vây hậu môn: 3–4; Số tia vây ở vây hậu môn: 16–17; Số tia vây ở vây ngực: 17.

## Sinh thái
Thức ăn chủ yếu của G. personatus là những loài động vật phù du, bên cạnh đó, chúng cũng ăn cả tảo lục Codium và trứng cá.
G. personatus được xem là một loài cá cảnh có giá khá đắt vì chúng hiếm khi được đánh bắt do sống ở môi trường nước sâu; ngoài ra, chúng cũng khó sống trong môi trường nuôi nhốt do có chế độ ăn đặc biệt.

### Trích dẫn
- J. E. Randall (1975). "A revision of the Indo-Pacific angelfish genus Genicanthus, with descriptions of three new species". Bulletin of Marine Science. Quyển 25 số 3. tr. 393–421.